# 装甲巡洋舰

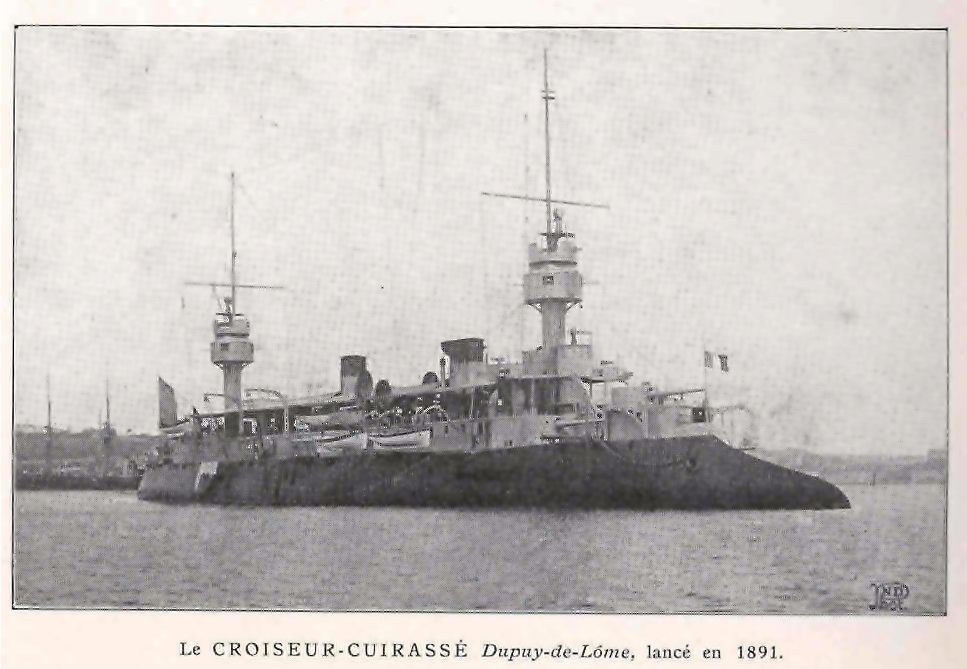
1891法國 Dupuy de Lôme號

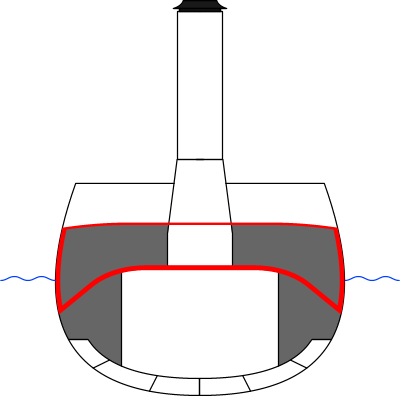
包覆裝甲部位

装甲巡洋舰是十九世纪晚期到20世纪初期的一种巡洋舰，它的火力能击败戰列艦外的所有舰种，面对戰列艦时又有足够速度逃離。尽管噸位各有差異，该种舰与同时代的另一巡洋舰主要分类——防护巡洋舰的区别就是两侧船壳有装甲带来保护自己。最早的此舰種是沙俄海军的俄國海軍一級上將號巡洋艦，1873年下水，使用风帆-汽轮混合动力。
1890年代出现表面硬化装甲，使得军舰能用较少的重量得到较高防护。一战前出现取代它的战列巡洋舰，从此它便衰落，有少数存活到了二战。